# I Wanna Testify
I Wanna Testify – wydany w 1977 roku pierwszy solowy singel perkusisty Queen, Rogera Taylora. Było to pierwsze solowe przedsięwzięcie któregokolwiek z muzyków Queen. Na stronie B znalazł się utwór "Turn on the TV". Singel nie ukazał się w Stanach Zjednoczonych, ani w Japonii. Ukazał się tylko w Wielkiej Brytanii za pośrednictwem występu Taylora w programie Marca Bolana z T. Rex.